# 胡振
胡振，安徽泾县人，是一名清朝政治人物。贡生出身。
胡振曾于1728年接替陆延枢任青浦县知县一职，1728年由杨凤然接任。